# Teresa Matoso Victor
Teresa Matoso Manguangua Victor ou simplesmente Teresa Matoso Victor (Luanda, 10 de Agosto de 1971) é uma engenheira química e cientista angolana que é uma das referências na investigação  científica angolana especializada no estudo químico de antibióticos, em especial, a prodigiosin e a actinorhodin.

## Biografia
De acordo com a própria Teresa M. M. Victor, as motivações para o seu interesse para as ciências vieram de seu pai, Neves Manguangua da Silva, que trabalhou como fiel de armazém numa companhia britânica denominada Reckitt & Colman LDA., em Luanda, responsável pela produção de cosméticos e produtos de higiene, e de seu tio, Domingos da Costa Matoso, o primeiro africano negro licenciado em Medicina Veterinária em Angola pelo Instituto de Investigação Veterinária de Angola (IIVA), órgão sediado na Província do Huambo.
Interessada em ciência desde a infância, Teresa Victor pode ingressar na carreira científica ao viver fora do país desde muito jovem, ao se mudar para Cuba em 1984, quando tinha apenas 13 anos de idade. Em Cuba, ela completou uboa parte do seu percurso educativo, vindo a ser licenciada inicialmente em Química no Instituto Superior Pedagogico "Henrique José Varona" (Cuba), onde estudou no início da década de 1990. Teresa obteve uma segunda licenciatura depois, em 2001, em engenharia química pela Northumbria University, uma universidade pública britânica situada em Newcastle, na Inglaterra.
Será no campo da engenharia química em que Teresa Victor irá prosseguir, quando obteve o seu mestrado em Engenharia química Sustentável e doutoramento em engenharia química na Universidade de Newcastle upon Tyne, universidade também situada no norte da Inglaterra, no Reino Unido, em 2008.
De 2009 a 2014, ela trabalhou no mesmo Departamento universitário pelo qual obteve o seu doutoramento  (Departamento de Engenharia Química e Materiais Avançados da Universidade de Newcastle), em Projectos da União Europeia, denominados (PolyCAT e CoPIRIDE). Neles, ela atuou como Investigadora Associada.
Desde o seu retorno à Angola em 2019, ela atua como professora sénior e cientista titular de Engenharia Química no Instituto Superior Politécnico de Tecnologias e Ciências (ISPTEC) em Luanda, Angola.
Entre 2019 a 2021, ela também foi professora da Universidade Técnica de Angola (UTANGA).
Em 2022, o World Research Council galardoou-lhe o "Prémio Internacional de Melhor Investigadora nas áreas da Engenharia Química e Biotecnologia" por suas investigações sobre dois antibióticos derivados da streptomyces coelicolor A3(2): a prodigiosina e a actinorodina.
Em 2023, a instituição AstraAsia reconheceu o trabalho científico de Teresa Victor e suas contribuições no campo da Engenharia Química ao incluí-la na lista de melhores cientistas daquele ano como uma das “Mentes Brilhantes da Ciência, Tecnologia e Pesquisa numa dimensão global”.
Em 4 de abril de 2023, ela foi distinguida pelo Presidente da República de Angola com a Ordem do Mérito Civil de 1º Grau pelos seus feitos notáveis na ciéncia em prol da nação angolana.

## Patentes
Teresa Matoso Victor possui as seguintes patentes registradas: 
- Process for preparing a functionalized polyHIPE polymer (Processo para preparar um polímero POLYHIPE funcionalizado). Patente: US20080281003 A1.[4]
- Synthetic symbiotic system as soil additives to deliver active ingredients through plant roots for enhanced plant and crop yield (Sistema Simbiótico Sintético como Aditivos do Solo para Fornecer Ingredientes Activos Através de Raízes Vegetais para Aumentar o Rendimento das Plantas e das Culturas). Patente: (WO2010040996 A2).[4]

A primeira patente se refere a um material que serve para várias aplicações, especialmente a nível da saúde e do ambiente, particularmente no processo separação de partículas em caso de derrame de petróleo bruto e na mitigação dos efeitos ambientais, na limpezas de gases e separação de líquidos.
Já a segunda patente se refere ao material SRS (Rizosfera Simbiótica Simulada) que é direcionada para ser utilizado no ramo da agricultura e no melhoramento qualitativo de solos, rios e lagos poluídos.
O uso deste material como micro-bioreactor para o melhoramento da produção de antibióticos tornou-se uma abordagem inovadora para produção de antibióticos, o que permitiu a Teresa a obtenção de premiações nas áreas de engenharia química e biotecnologia.

## Principais publicações
- "Production and evaluation of two antibiotics of Streptomyces coelicolor A3(2), prodigiosin and actinorhodin under solid state fermentation, using micro-porous culture". Chemical Engineering and Processing - Process Intensification, volume 170, 2022. (artigo em coautoria com Ndlovu, T.M.; Filho, M.; Pessela, B.C.; Bull, S.; Ward, A.C.);[7]
- Bioprocess intensification of antibiotic production using functionalized polyhipe polymers. Tese (doutoramento) - University of Newcastle upon Tyne, 2009.[8]